# Provinz Awa (Chiba)

Provinz Awa (rot), heute Teil der Präfektur Chiba

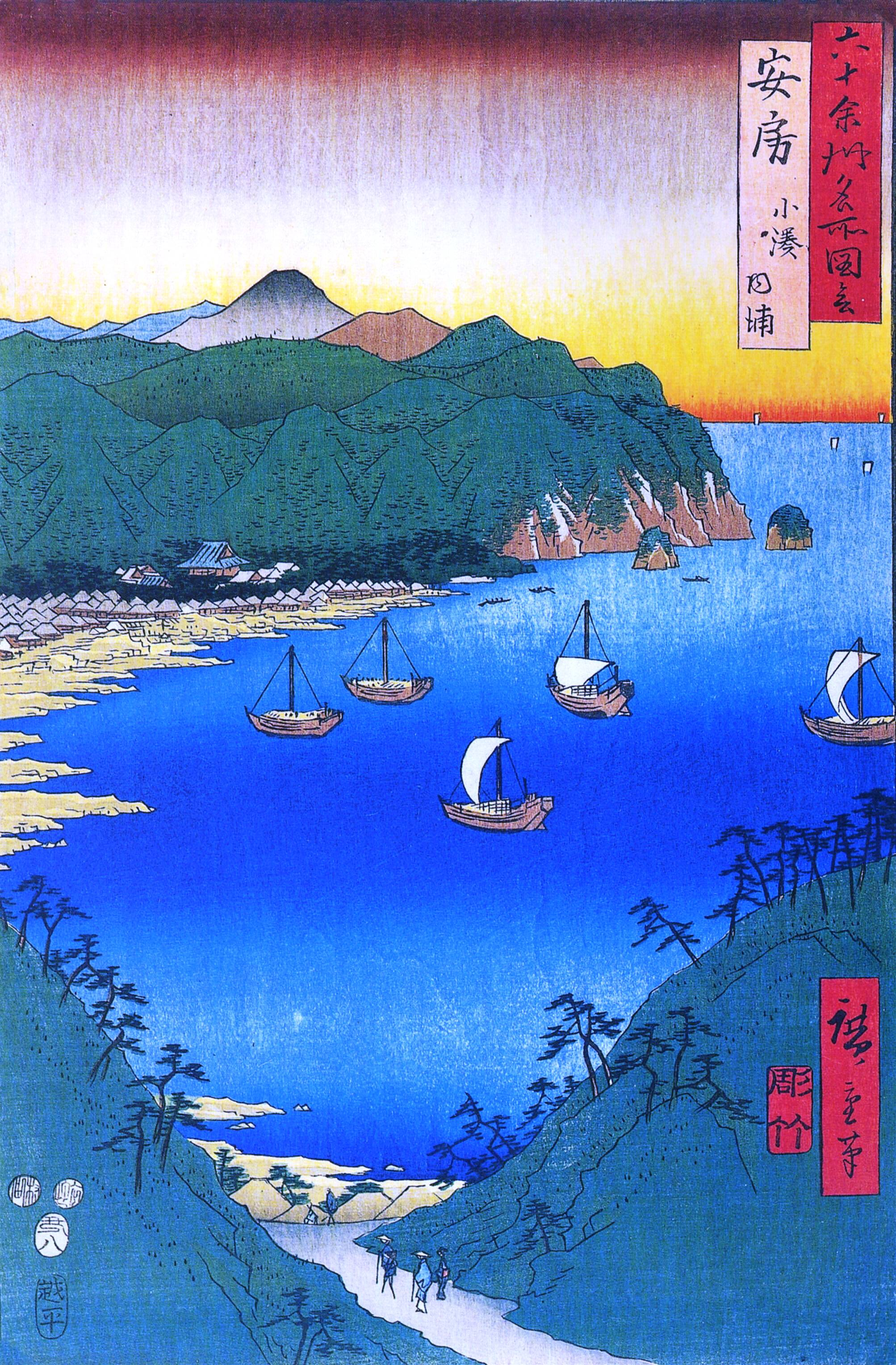
Farbholzschnitt von Hiroshige mit einer Darstellung der Bucht von Kominato in der Provinz Awa

Awa (jap. 安房国, Awa no kuni), auch Bōshū (房州) oder seltener Anshū (安州) genannt, war eine der historischen Provinzen Japans und ist heute Teil der Präfektur Chiba. 
Die Provinz befand sich an der Spitze der Bōsō-Halbinsel und grenzte an die Provinz Kazusa, von der sie 718 abgeteilt wurde. Beide zusammen werden auch als Nansō (南総, „Süd-Fusa“) bezeichnet, nach der Vorläuferprovinz von Kazusa. Sie bestand aus vier Bezirken (kōri) Asahina (朝夷郡, heute: Asai-gun), Awa (安房郡), Heguri (平群郡, heute: Hei-gun) und Nagasa (長狭郡).
Die Provinzhauptstadt (kokufu) lag im Bezirk Heguri. Obwohl ihr Standort noch nicht entdeckt wurde, nimmt man ihn für den Stadtteil Fuchū – eine alternative Bezeichnung für Hauptstadt – von Minamibōsō an.
Es existierte eine gleichnamige Provinz Awa auf der Insel Shikoku, die jedoch im Japanischen unterschiedlich geschrieben wird.